# John Egerton (7e comte de Bridgewater)
John William Egerton (14 avril 1753 - 21 octobre 1823) est un officier de cavalerie britannique, et un homme politique Tory qui siège à la Chambre des communes de 1777 à 1803 puis devient 7e comte de Bridgewater.

## Biographie
Il est le fils aîné de John Egerton, évêque de Durham, et le petit-fils d'Henry Egerton, évêque de Hereford, le plus jeune fils de John Egerton, 3e comte de Bridgewater. Sa mère est Anne Sophia Grey.
Il rejoint l'armée britannique en 1771 et est promu capitaine en 1776, major en 1779 et lieutenant-colonel en 1790. Il est promu colonel du 7th Light Dragoons en 1793, mais en 1797, il est muté colonel du 14th Light Dragoons et sert sous le major-général Robert Craufurd pendant la Guerre d'indépendance espagnole. Il reste colonel du 14th Dragoons jusqu'à la fin de ses jours et est promu major général en 1795, lieutenant-général en 1802 et général en 1812 .
Il siège également comme député du Parlement conservateur de Morpeth de 1777 à 1780 et de Brackley de 1780 à 1803  puis succède à son cousin Francis Egerton, 3e duc de Bridgewater, comme septième comte de Bridgewater.
Il est élu membre de la Royal Society en 1808 et membre de la Society of Antiquaries of London (FSA) le 4 février 1808.
Lord Bridgewater est décédé en octobre 1823, à l'âge de 70 ans. Le 14 janvier 1783, il épouse Charlotte Catherine Anne (décédée en 1849, âgée de 85 ans), fille unique et héritière de Samuel Haynes. Leur mariage est sans enfant et, par conséquent, son frère cadet, Francis Egerton, 8e comte de Bridgewater hérite du titre de comte de Bridgewater. Il lègue ses domaines au vicomte John Egerton, à condition qu'il réussisse à devenir duc ou marquis de Bridgwater avec un reliquat approprié. John n'a pas rempli la clause du testament, ne réussissant pas à convaincre le juge. Cependant, son héritier ayant obtenu que la clause soit déclarée illégale, le second comte Brownlow, entame une longue procédure en justice qui aboutit en 1851 à la perte de la succession par la famille Egerton.

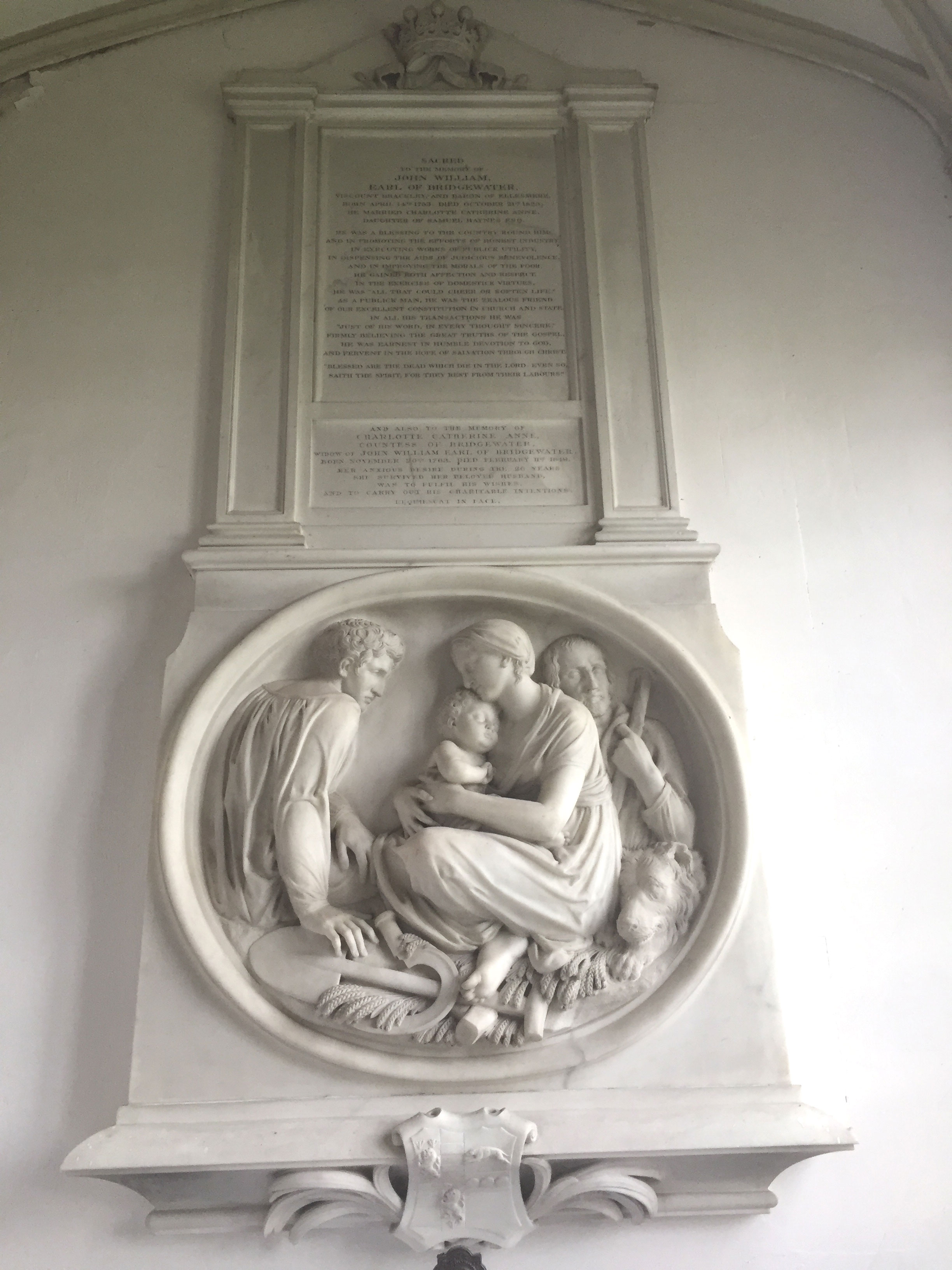
Monument commémoratif du 7e comte de Bridgewater et Charlotte Anne dans la chapelle de Bridgewater, à l'église St. Peter et St. Paul, à Little Gaddesden, où de nombreux membres de la famille Egerton sont enterrés

Lord Bridgewater a un monument commémoratif à la chapelle Bridgewater à l'église Saint-Pierre et Saint-Paul, Petite Gaddesden. Au début du XVIIe siècle, Thomas Egerton, 1er vicomte Brackley, a acheté à la reine Élisabeth Ire Ashridge House, une des plus grandes maisons de campagne d’Angleterre, qui l’avait héritée de son père qui se l'était appropriée après la dissolution des monastères de 1539. Ashridge House sert de résidence à la famille Egerton jusqu'au XIXe siècle. Les Egertons ont plus tard une chapelle familiale avec une chapelle funéraire dans l'église de Little Gaddesden où de nombreux monuments commémorent les ducs et les comtes de Bridgewater et leurs familles.